# Девети круг
Девети круг је југословенски филм из 1960. године. Режирао га је Франце Штиглиц, а сценарио су писали Зора Дирнбах и Владимир Кох.

## Улоге
| Глумац               | Улога                                 |
| -------------------- | ------------------------------------- |
| Борис Дворник        | Иво Војновић                          |
| Душица Жегарац       | Рут Алкалај                           |
| Беба Лончар          | Магда                                 |
| Драган Миливојевић   | Звонко                                |
| Ђурђа Сегедин        | Рутина мајка                          |
| Ервина Драгман       | Ивина мајка                           |
| Божидар Дрнић        | Рутин отац                            |
| Михајло Костић Пљака | Младен                                |
| Златко Мадунић       | Усташа                                |
| Вера Мишита          | Тетка                                 |
| Рикард Симонели      | Колега с факса                        |
| Бранко Татић         | Ивин отац                             |
| Крешимир Зидарић     | Редарственик                          |
| Ета Бортолаци        | Логорашица                            |
| Звонимир Ференчић    | Редарственик                          |
| Емил Глад            | Усташа на балкону факса               |
| Владимир Крстуловић  | Усташки официр (као Владо Крстуловић) |
| Виктор Лељак         | Усташа са запрегом                    |
| Рикард Брзеска       | Редарственик                          |

Комплетна филмска екипа  ▼
| Редитељ                   | Франце Штиглиц    |                                   |
| Сценариста                | Зора Дирнбах      |                                   |
| Сценариста                | Владимир Кох      | (адаптација)                      |
| Сценариста                | Франце Штиглиц    | (адаптација)                      |
| Композитор                | Бранимир Сакач    |                                   |
| Директор фотографије      | Иван Маринчек     |                                   |
| Монтажер                  | Лида Браниш       |                                   |
| Сценограф                 | Желимир Загота    |                                   |
| Уметнички директор        | Мухарем Бибић     |                                   |
| Костимограф               | Ванда Павелић     |                                   |
| Одсек за шминку           | Лојзика Гал       | шминкерка                         |
| Менаџер продукције        | Стипе Гурдулић    | директор филма                    |
| Менаџер продукције        | Иван Прњак        | вођа снимања                      |
| Менаџер продукције        | Ладо Вилар        | вођа снимања                      |
| Помоћник режије           | Крешимир Голик    | први помоћник редитеља            |
| Помоћник режије           | Вања Пинтер       | други помоћник редитеља           |
| Уметнички одсек           | Иво Балтић        | сценски реквизитер                |
| Одсек за звук             | Марјан Меглич     | тон мајстор                       |
| Одсек за камеру и расвету | Иво Белец         | сниматељ (као Иван Белец)         |
| Одсек за камеру и расвету | Ивица Хабазин     | вођа расвете                      |
| Одсек за камеру и расвету | Будимир Мађер     | фотограф                          |
| Одсек за камеру и расвету | Миливој Мајнарић  | пратилац камере                   |
| Одсек за камеру и расвету | Миливој Визинтин  | пратилац камере                   |
| Одсек за костим           | Марко Церовац     |                                   |
| Одсек за костим           | Драго Хабазин     | гардеробер                        |
| Одсек за монтажу          | Љерка Станојевић  | асистент монтажера                |
| Музички одсек             | Теа Бруншмид      | музички сарадник                  |
| Музички одсек             | Борис Папандопуло | диригент                          |
| Остала екипа              | Дана Господнетић  | секретар режије (као Дана Лончар) |

## Награде
Номинација за Оскара у категорији најбољег остварења изван енглеског говорног подручја.
Номинација за Златну палму на Канском филмском фестивалу.
Велика Златна арена за најбољи филм на Пулском филмском фестивалу и Златне арене за сценарио, камеру, музику, главну женску улогу (Душица Жегарац) и споредну мушку улогу (Бранко Татић).